# 氷像

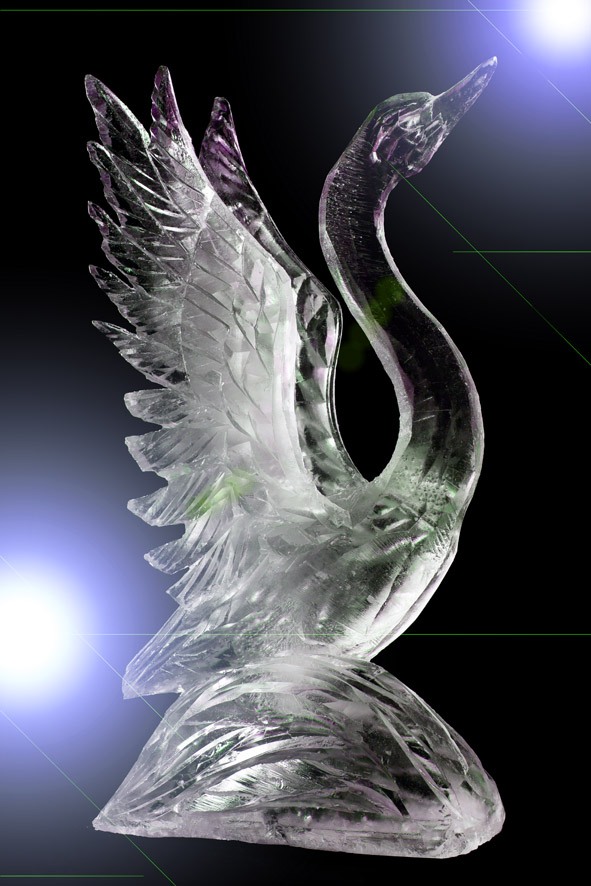
氷彫刻の白鳥

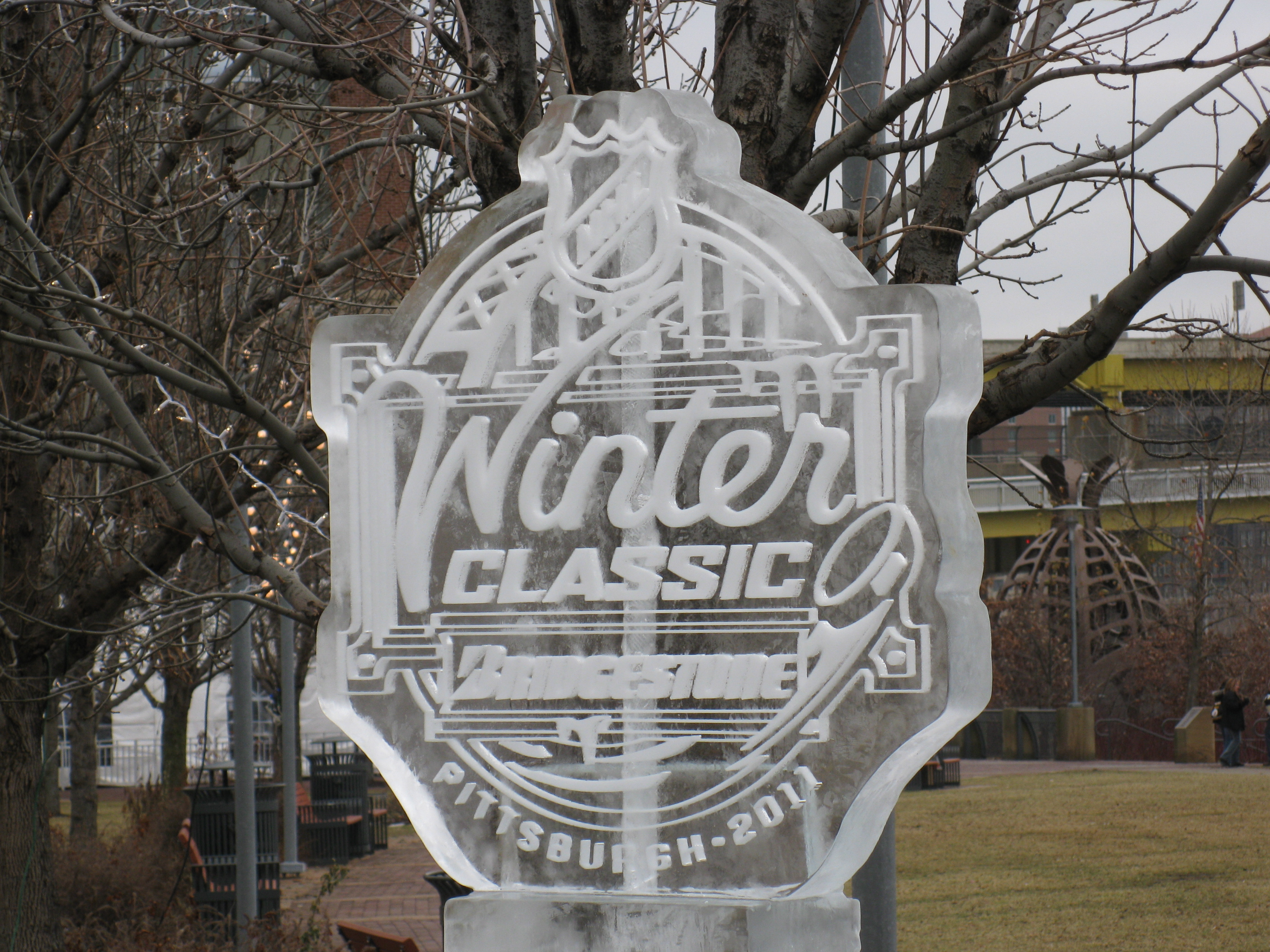
2011年NHLウィンター・クラシックのロゴ

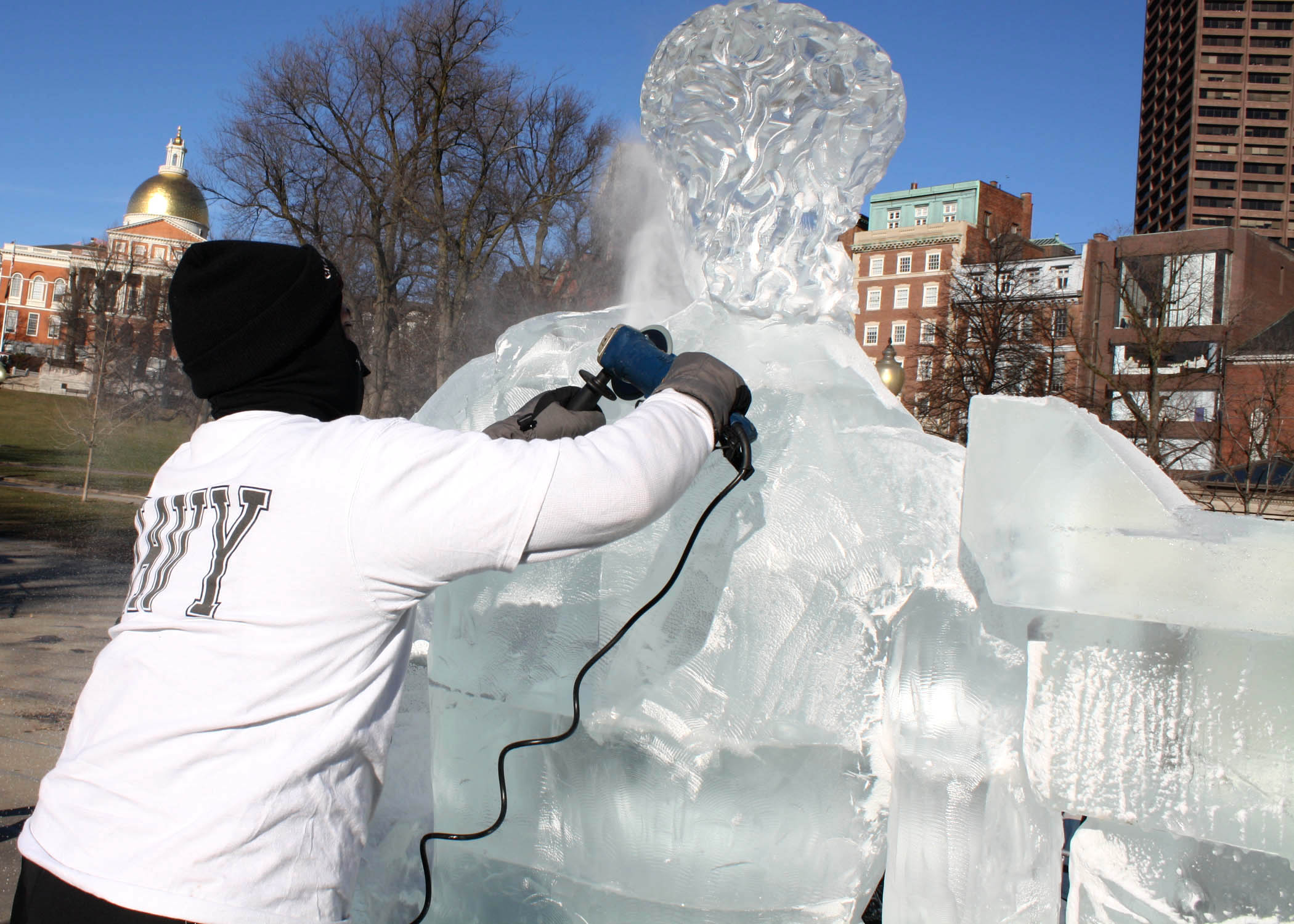
氷像製作時の様子

氷像（ひょうぞう）、もしくは氷彫刻とは、氷を原材料に作られた像のことである。
大型の氷像は、寒冷地の観光振興やイベント、芸術を目的に作られる。

## 氷
個人や氷屋（業者）が製造した氷、天然の池や湖から天然氷を切り出して使用する。魚や花等を氷に閉じ込める例があるが、魚の場合は血を抜く必要がある。また、不純物が多いと彫刻には向かない。

## テクニック
- 氷積み

氷のブロックを熱くした鉄板につけて溶かし、接着面を均一にして積み上げていく手法。
- 利用する道具

平ノミ、角ノミ、切り出しナイフ、鉄爪（氷つかみ）、ノコギリ、チェンソー、電動ドリルなど
- 色彩効果

カラーフィルタライトアップや、色のついた砂を加えるなどの技術で色彩効果を演出することが出来る。
- コンピュータ数値制御

細かい細工が必要な場合は、コンピュータ数値制御のマシンが利用されている。
- 熱

表面にバーナーなどの熱をかけることで、彫刻によって出来た表面の細かい傷が無くなり透明にすることができる。

## 学習
調理師養成施設や小学校等によっては、カリキュラムに組み込まれるケースがある。また、各言語でも氷彫刻の技術を説明するテキストが販売されている。

## 氷像のイベント
競技会
- パティスリー世界大会
- 世界アイスアート選手権

お祭り
- さっぽろ雪まつり
- すすきの氷の祭典
- 旭川冬まつり
- もんべつ流氷まつり
- 氷の水族館
- 世界アイスアート選手権
- ケベック・ウィンター・カーニバル
- ハルビン氷祭り

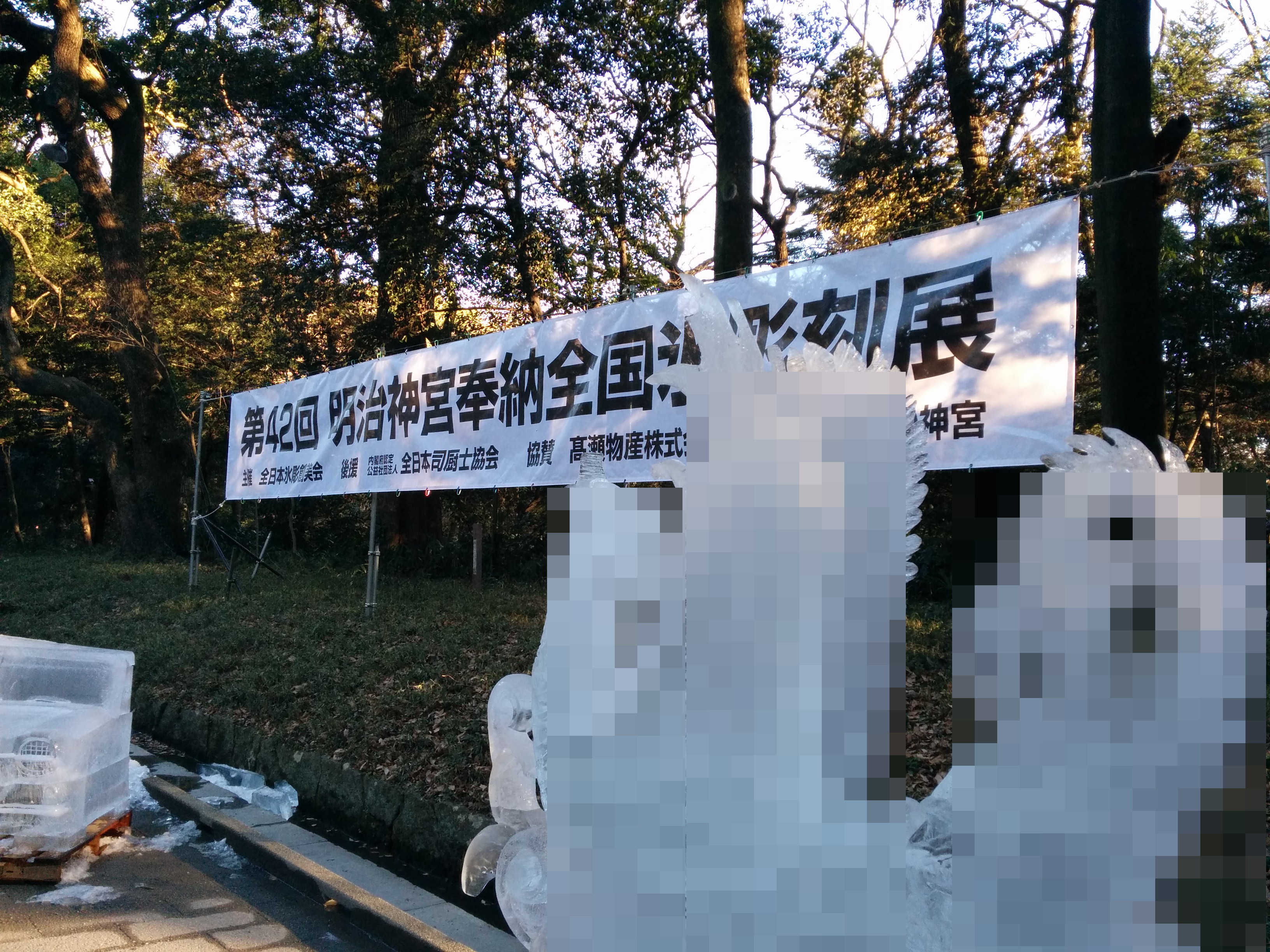
明治神宮奉納冬季全国氷彫刻展

- London Ice Sculpting Festival
- World Snow Festival（スイス、グリンデルワルト）

## 参考資料
1. ↑  “Harvest”. Ice Alaska. 2013年3月15日閲覧。
2. ↑  本物の魚を使った”さっぽろ雪まつり”の氷像「沖縄の竜宮城」が地獄のようだと話題に（ガジェット通信 2015年10月26日参照）
3. ↑  さっぽろ雪まつり-よくある質問
4. ↑  （有）清水氷彫美術-道具
5. ↑  氷がますます薄くなる時（ロシアNOW）
6. ↑  Hamilton Ice Sculptors | Case Study with ReAgent